# Luis Vassy
Pour les articles homonymes, voir Vassy.
Luis Vassy, né le 10 janvier 1980 à Fontenay-sous-Bois, est un haut fonctionnaire et diplomate franco-uruguayen.
Il est directeur de cabinet du ministre de l'Europe et des Affaires étrangères de juillet 2022 à juillet 2024. Il est auparavant ambassadeur de France aux Pays-Bas ainsi que représentant permanent auprès de l'Organisation pour l'interdiction des armes chimiques (OIAC) de 2019 à 2022. Après nomination par le Conseil des ministres, il est depuis septembre 2024, le directeur de l'Institut d'études politiques de Paris.

## Biographie

### Famille et formation
Luis Vassy naît le 10 janvier 1980. Fils d'un père ingénieur agronome de formation uruguayen et d'une mère juriste argentine, tous deux réfugiés politiques. Il grandit dans une habitation à loyer modéré en banlieue parisienne, à Fontenay-sous-Bois. Il acquiert la nationalité française à l'âge de 2 ans, et détient également la nationalité uruguayenne. Il grandit avec un demi-frère de neuf ans plus âgé qui vivra ensuite à Rio.
Il passe sa jeunesse au Val-de-Fontenay et est scolarisé au lycée Louis-le-Grand à Paris.
Il est diplômé de l'École normale supérieure de Cachan (sciences sociales, 1999), de l'Institut d'études politiques de Paris (administration publique, 2001) et de l'École nationale d'administration (ENA, promotion Léopold Sédar Senghor, comme Emmanuel Macron). Ses langues maternelles sont le français et l'espagnol. Il parle couramment l'anglais.
Il est marié avec Mathilde Ravanel-Vassy, également passée par l'ENA, dont elle est sortie major de promotion en 2015.

### Parcours professionnel

#### Carrière diplomatique
Luis Vassy commence sa carrière diplomatique en 2004 en tant que conseiller des Affaires étrangères au sein du ministère des Affaires étrangères et européennes. Il est alors chargé des relations entre la France et l'Inde au sein de la direction Asie et Océanie. En 2005, il cosigne une tribune parue dans Le Monde intitulée « Partager l'excellence » et dressant le constat que « la France est diverse, ses élites ne le sont pas »,. À partir de 2006 et pendant deux ans, il occupe les fonctions de rédacteur au sein de la sous-direction de la non-prolifération nucléaire. En 2008, il devient premier secrétaire, conseiller de presse adjoint, puis conseiller de presse et porte-parole de l'ambassade de France à Washington.
En mai 2012, Luis Vassy rejoint le cabinet du ministre de la Défense, Jean-Yves Le Drian, en qualité de conseiller diplomatique adjoint. Parallèlement, il devient conseiller diplomatique du ministre délégué aux Anciens combattants. De mars 2013 à avril 2014, il dirige le cabinet du ministre des Anciens combattants. En avril 2014, il est nommé conseiller diplomatique du ministre de la Défense. Dans ces fonctions, il œuvre notamment au contrat de vente de 24 avions Dassault Rafale à l'Égypte et 36 à l'Inde, ainsi qu'à celui de douze sous-marins DCNS à l'Australie, pour respectivement 7,8, 5,2 et 34,3 milliards d'euros. En mai 2017, à la suite de la nomination du ministre de la Défense Jean-Yves Le Drian comme nouveau ministre de l'Europe et des Affaires étrangères, il devient son directeur adjoint de cabinet après avoir refusé le poste d'ambassadeur à Oman. En mai 2019, le président Emmanuel Macron le nomme ambassadeur de France aux Pays-Bas et représentant permanent auprès de l'OIAC. Il prendra ses fonctions en septembre suivant. À l'issue de sa mission, il est fait grand-croix de l'ordre d'Orange-Nassau.
En juillet 2022, il est nommé directeur de cabinet de la ministre de l'Europe et des Affaires étrangères, Catherine Colonna. Il est maintenu en janvier 2024 sous Stéphane Séjourné, mais quitte son poste en même temps que le gouvernement démissionnaire, en septembre 2024. 

#### Directeur de Sciences Po
Il se porte candidat en juin 2024 au poste de directeur de l'IEP de Paris. Le Conseil de l'Institut exprime sa préférence pour Luis Vassy, par 20 voix contre 9 pour Rostane Mehdi au second tour. Le 20 septembre, le conseil d’administration de la Fondation nationale des sciences politiques se prononce en faveur de sa nomination avec 19 voix sur 25. Il est officiellement désigné comme directeur de l'IEP de Paris par décret ministériel.
Il prend ses fonctions le 1er octobre 2024. En tant que directeur, il se réclame d'Alain Lancelot. Il met en place une réforme des voies d'admission à l'école, par le biais d'une hausse des coefficients attribués aux épreuves nationales du baccalauréat au détriment du contrôle continu, et annonce le retour d'un concours écrit pour 2026. Cette réforme est dénoncée comme étant « élitiste ». Il décide par ailleurs de prendre des mesures conservatoires vis-à-vis d'étudiants ayant perturbé l'organisation d'un salon des métiers. 
Il soumet au conseil d'administration de l'école une doctrine dite de « réserve institutionnelle », par laquelle l'IEP ne prend position sur les grands conflits internationaux que dans la mesure où ils concernent la liberté académique. 